# Сабирање разломака
Сабирање разломака је аритметичка операција код које су сабирци разломци.

## Сабирање разломака једнаких именилаца
Разломци једнаких именилаца се сабирају тако што се саберу њихови бројиоци, а именилац остаје исти. Збир два разломка је разломак чији је бројилац једнак збиру бројилаца датих разломака, а именилац једнак њиховим имениоцима.
пример1:
{\displaystyle {\frac {3}{5}}+{\frac {1}{5}}={\frac {4}{5}}}

## Сабирање разломака различитих именилаца
Разломци различитих именилаца се сабирају тако што се поступком проширивања или скраћивања сведу на разломке једнаких именилаца.
пример2:
{\displaystyle {\frac {1}{2}}+{\frac {3}{4}}={\frac {1\cdot 2}{2\cdot 2}}+{\frac {3\cdot 1}{4\cdot 1}}={\frac {2}{4}}+{\frac {3}{4}}={\frac {5}{4}}=1{\frac {1}{4}}}

## Сабирање разломака у децималном облику
Децимални бројеви се сабирају као вишецифрени природни бројеви тако што се сабирају цифре које се у децималном запису броја налазе на истој позицији. Децимални бројеви се сабирају потписивањем једног броја испод другог, али тако да децимални зарез једног броја буде испод децималног зареза другог броја, а затим спроведе поступак сабирања бројева као вишецифрених природних бројева. 